# خوسيه سانتياغو
خوسيه سانتياغو (بالإنجليزية: José Guillermo Santiago Guzmán)‏ هو لاعب كرة قاعدة أمريكي، ولد في 4 سبتمبر 1928 في Coamo, Puerto Rico ‏ في الولايات المتحدة، وتوفي في 9 أكتوبر 2018.

## وصلات خارجية
- خوسيه سانتياغو على موقعبيزبول رفرنس.كوم (الدوري الرئيسي) (الإنجليزية)
- خوسيه سانتياغو على موقعبيزبول رفرنس.كوم (الدوري الثانوي) (الإنجليزية)